# Lasse Efskind
Lasse Daniel Efskind (ur. 13 lutego 1944 w Oslo) – norweski łyżwiarz szybki, olimpijczyk.

## Kariera
Największy sukces w karierze Lasse Efskind osiągnął w 1976 roku, kiedy zajął czwarte miejsce podczas mistrzostw świata w wieloboju sprinterskim w Oslo. W zawodach w walce o medal lepszy okazał się Holender Eppie Bleeker, który wyprzedził Efskinda o zaledwie 0,85 pkt. W tej samej konkurencji był też jedenasty na rozgrywanych rok wcześniej mistrzostwach świata w Eskilstunie. W 1972 roku wziął udział w igrzyskach olimpijskich w Sapporo, gdzie w swoim jedynym starcie, biegu na 500 m, zajął dwunaste miejsce. W 1973 roku zakończył karierę.